# Carex paxii
Carex paxii är en halvgräsart som beskrevs av Georg Kükenthal. Carex paxii ingår i släktet starrar, och familjen halvgräs. Inga underarter finns listade i Catalogue of Life.